# 타이완 성도 제1호선
타이완 성도 제1호선(중국어: 台1線)은 타이완 성도의 1호 노선이다. 총 연장 464.693 km이며, 타이베이시 중정구에서 핑둥현 팡산향까지 잇는다.
기본 노선 외에 甲, 乙, 丙, 丁, 戊, 己의 6개 보조 노선을 두고 있다.

## 주요 구간
- 타이베이시 : 중정구, 완화구
- 신베이시 : 싼충구, 신좡구, 타이산구, 수린구
- 타오위안시 - 구이산향, 타오위안시, 바더시, 중리시, 핑전시, 양메이시
- 신주현 : 후커우향, 신펑향 - 주베이시
- 신주시 : 둥구, 베이구, 샹산구
- 먀오리현 : 주난진, 터우펀시, 짜오차오향, 허우룽진, 시후향, 퉁샤오진, 위안리진
- 타이중시 : 다자구 － 칭수이구 － 우치구 － 룽징구 － 다두구 － 우르구
- 장화현 : 장화시 － 화탄향 － 다춘향 － 위안린진 － 푸신향 － 융징향 － 톈웨이향 － 베이더우진 － 시저우향
- 윈린현 : 시뤄진 － 치퉁향 － 후웨이진 － 더우난진 － 다피향
- 자이현 : 다린진 － 시커우향 － 민슝향
- 자이시 : 둥구 － 시구
- 자이현 : 수이상향
- 타이난시 : 허우비구 － 신잉구 － 류잉구 － 류자구 － 관톈구 － 산화구 － 신스구 － 융캉구 － 둥구 － 난구 － 런더구
- 가오슝시 : 후네이구 － 루주구 － 강산구 － 차오터우구 － 난쯔구 － 런우구 － 쭤잉구 － 싼민구 － 펑산구 － 다랴오구
- 핑둥시 : 핑둥시 － 린뤄향 － 네이푸향 － 주톈향 － 차오저우진 － 난저우향 － 신피향 － 자둥향 － 팡랴오향 － 팡산향

## 보조 노선
- 타이완 성도 제1호선 (갑)

 一省道라고 부르며 타이베이시의 중정구에서 타오위안시까지 잇는다. 총 연장은 27.1 km이다.
- 타이완 성도 제1호선 (을)

 타이중시의 다야구와 다두구 사이를 잇는다. 총 연장은 21.921 km이다.
- 타이완 성도 제1호선 (병)

 金馬路라 부르며 장화현 장화시에 다다르는 노선이다. 총 연장은 8.3 km이다.
- 타이완 성도 제1호선 (정)

 윈린현의 치퉁향과 더우난진 사이를 잇는다. 총 연장은 14.4 km이다.
- 타이완 성도 제1호선 (무)

 가오슝시의 싼민구와 다랴오구 사이를 잇는다. 총 연장은 8.858 km이다.
- 타이완 성도 제1호선 (기)

 먀오리현의 주난진과 터우펀시 사이를 잇는다. 총 연장은 4.1km이다.

## 교차 도로
| - 台1線： - 양메이 나들목 - 샹산 나들목 - 터우펀 나들목 - 王田 나들목 - 시뤄 나들목 - 신스 나들목 - 융캉 나들목 - 가오슝 나들목 - 펑랴오 나들목（계획중） - 린뤄 나들목 - 台1乙線： - 다야 나들목 - 台1戊線： - 가오슝 나들목 - 台1己線： - 주난 나들목 | - 台1線： - 싼충 나들목 - 신좡 1 나들목 - 핑전 1 나들목 - 신주 2 나들목 - 허우룽 종점 - 白沙屯 진입로 - 花壇（中庄）평면 교차로 - 員林 나들목 - 斗南 나들목 - 水上 나들목 - 渡頭 나들목 - 타이난 나들목 - 台1甲線： - 新莊 2 나들목 - 台1乙線： - 北屯 1 나들목 - 北屯 2 나들목 - 台1己線： - 주난 도로 진입로 |